# フルート協奏曲 (ニールセン)
フルート協奏曲（フルートきょうそうきょく、Flute Concerto）FS.119は、1926年10月1日に完成（1927年改訂）したカール・ニールセンの2作目の協奏曲である。15年前に作曲した前作の協奏曲、ヴァイオリン協奏曲と同じく2楽章制であるが、こちらは室内楽的な作品となっている。

## 概要
ニールセンは親しかったコペンハーゲン管楽五重奏団のために管楽五重奏曲を作曲して、成功を収めている。その後、ニールセンは団員全員のために協奏曲を作曲する計画を思いつき、最初に完成したのがこのフルート協奏曲である。同五重奏団のフルート奏者、ホルゲル・ギルベルト＝イェスペルセンに贈呈されている。
この曲の楽器編成は特徴的であり、フルートとトランペットをオーケストラに参加させていない。

## 曲の構成
- 第1楽章 アレグロ・モデラート
- 第2楽章 アレグレット

### 第1楽章
中間部では独奏フルートがティンパニやトロンボーンを相手に動き回るのが印象的。

### 第2楽章
大きく分けて、印象的な弦楽器のメロディーから始まるアレグレット（途中にアダージョ・マ・ノン・トロッポを挟む）と、行進曲風という意味のテンポ・ディ・マルチャの2つの部分から構成されている。最後の部分はトロンボーンのグリッサンドが入る。

## 楽器編成
フルート独奏
オーボエ2、クラリネット2、ファゴット2、ホルン2、トロンボーン1、ティンパニ、弦5部

## 初演・出版
世界初演
1926年10月21日（20日説あり）、パリでホルゲル・ギルベルト＝イェスペルセンのソロ、ニールセンの娘婿のエミール・テルマーニ指揮。
日本初演
1965年9月15日　東京文化会館でジュリアス・ベイカーのソロ、渡邉暁雄指揮の日本フィルハーモニー交響楽団。
出版
1952年、ダン・フォウ音楽出版社

## 備考
フィギュアスケート選手の村主章枝が、『霧が晴れていく』と共に使用したことがある。